# Авторско право в Европейския съюз
Защитата на авторското право в Европейския съюз е унифицирана и хармонизирана чрез законите за авторско право в рамките на Европейския съюз, въпреки че съществуват различия между отделните държави членки. Правната рамка е формирана чрез редица директиви, които държавите членки трябва да транспонират в своето национално законодателство. Основните са: Директива за срока на закрила на авторското право (на английски: Copyright Term Directive), Директива за информационното общество и Директива относно авторското право в цифровия единен пазар. Авторското право в Съюза освен това зависи от международните конвенции, в които Европейският съюз или неговите държави членки са страни, като например ТРИПС или Бернската конвенция.

## История
Опитите за хармонизирането на законодателството в областта на авторското право в Европа датират още от XIX век: на 9 септември 1886 г. е подписана Бернската конвенция за закрила на литературните и художествените произведения. Към XXI век всички държави членки на Европейския съюз са страни по Бернската конвенция и спазването на нейните разпоредби вече е задължително. Първата сериозна стъпка, предприета в ЕС за хармонизиране на законите за авторското право е решението за прилагане на общ стандарт за авторско-правна защита на компютърните програми, приет с Директивата за компютърни програми от 1991 г. През 1993 г. с Директивата за срока на закрила на авторското право е установен общовалиден срок на закрила на авторското право – 70 години от смъртта на автора.

## Защитени права
Следните права са защитени от законодателството на Европейския съюз:
- право на възпроизвеждане за автори, изпълнители, продуценти на звукозаписи и филми, и радио- и телевизионни организации[3] [4]:Член 2; [5],[6]
- право на публично разгласяване за автори, изпълнители, продуценти на звукозаписи и филми, и радио- и телевизионни организации[4] :Член 3; [7] [8]
- право на разпространение за автори[4] :Член 4 и за изпълнители, продуценти на звукозаписи и филми, и радио- и телевизионни организации[9]
- право на фиксиране за изпълнители и радио- и телевизионни организации[10]
- право на отдаване под наем и/или в заем за автори, изпълнители, продуценти звукозаписи и филми,[11][12] със свързано с това право на справедливо възнаграждение за отдаване в заем и/или под наем за автори и изпълнители[13]
- право на ефирно излъчване за изпълнители, продуценти на звукозаписи и радио- и телевизионни организации[14]
- право на публично излъчване чрез сателит или кабел за автори, изпълнители, продуценти на звукозаписи и радио- и телевизионни организации[15]
- право на възпроизвеждане, разпространение и отдаване под наем на компютърни програми за автори[16]

Обикновено се счита, че моралните права са предмет на националните законодателства на държавите членки, въпреки че някои държави класифицират някои от горепосочените права, особено правото на публично излъчване, към моралните права на автора, а не към неговите права за експлоатация.

### Времетраене на защитата
Правата на авторите са защитени през целия им живот и 70 години след смъртта им; :Член 1 това включва и правата за препродажба на изпълненията на артистите. За филмите и други аудиовизуални произведения 70-годишният период се прилага от последната смърт на следните лица, независимо дали те се считат за автори на произведението съгласно националното законодателство на държавата членка: главният режисьор (който винаги се счита за автор на аудиовизуалното произведение), авторът на сценария, авторът на диалога и композиторът на музика, специално създадена за използване в кинематографичното или аудиовизуалното произведение. :Член 2
Правата на артистите-изпълнители са защитени 50 години от разпространението или разгласяването на изпълнението или 50 години от самото изпълнение, ако то никога не било разгласявано публично през този период.:Член 3(1) Правата на продуцентите на звукозаписи продължават 50 години след публикуване на звукозаписа или 50 години след публично разгласяване на звукозаписа, след нейното публично съобщение, ако тя никога не е била публикувана през този период, или 50 години след нейното създаване, ако тя никога не е била публично разгласявана. :Член 3(2) Правата на продуцентите на филма продължават 50 години след публично разгласяване на филма или 50 години след създаването му, ако през този период той никога не е бил публично разгласяван.:Член 3(3) Правата на радио- и телевизионните организации продължават 50 години след първото излъчване на предаване.:Член 3(4) Европейската комисия предложи този срок да бъде удължен на 95 години и след това предложение Европейският парламент прие законодателство за удължение на 70 години.
Когато дадено произведение се е ползвало с по-дълг срок на закрила съгласно националното законодателство към 1 юли 1995 г., неговият срок на закрила не се съкращава. В противен случай тези условия на закрила се прилагат за всички произведения, които са били закриляни през държавата членка на Европейската икономическа зона към 1 юли 1995 г.:Член 10 Тази разпоредба доведе до възстановяване на авторските права върху някои произведения, които са станали обществено достояние в страните с по-кратък срок по условията на авторското право. Директивата на ЕС за информационното общество промени условията на срока за закрила на звукозаписите, който се изчислява от датата на публикуване вместо от датата на първоначално публично разгласяване, но не възстанови закрилата на звукозаписите, които са станали обществено достояние съгласно предишните правила. :Член 11(2):Член 3(2) Всички срокове на закрила се отчитат до 31 декември на годината на изтичане.

### Права на препродажба
С Директивата за права на продажбата се създава право на авторите на произведения на изкуството за участват в приходите от препродажбата на техните произведения. Това право, което понякога е известно с френското си наименование droit de suite, е лично за твореца и може да бъде прехвърлено само по наследство. То се изчислява като част от цената на препродажбата (без данъците), която варира между 4 и 5 процента за частта от цената на препродажбата до 50 000 евро и 0,25% за частта от цената на продажбата над 500 000 евро. Общият размер на хонорара на възнаграждение е ограничен на 12 500 евро, еквивалентно на цена за препродажба от 2 000 000 евро. Държавите членки могат да изберат да освободят от хонорара продажбите на стойност под 3000 евро. Произведенията на изкуството, които попадат в обхвата на това право препродажба, са „произведения на графичното или пластичното изкуство като картини, колажи, живопис, рисунки, гравюри, щампи, литографии, скулптури, гоблени, керамика, стъклени изделия и фотографии, при условие че са изработени от самия художник или са копия, които са направени в ограничен брой от художника или под негово ръководство.“

### Права върху бази данни
С Директивата за базите данни се създава защита sui generis за бази данни, които не отговарят на критерия за оригиналност за авторско-правна закрила. Тя има за цел да защити „инвестирането на значителни човешки, технически и финансови ресурси“ в създаването на база данни (параграф 7 от преамбюла), докато законните за авторското право на много държави членки изрично изключват усилията и труда от критериите за защита на авторското право. За да важиза дадена база данни, базата трябва до показва „качествено и/или количествено значителна инвестиция в получаването, проверката или представянето на съдържанието.“ :Член 7(1) Създателите на базата имат право „да предотвратят извличането и/или повторно използване на цялото или на значителна част от съдържанието, оценена качеството и/или количествено.“ Това включва и повторното извличане на несъществени части на базата данни или необоснованото накърняване на законните интереси на създателя на базата данни. :Член 7(5)
Държавите членки могат да ограничат това право в следните случаи: :Член 9
- извличане от неелектронна база данни за лична употреба;
- извличане за целите на преподаването или научните изследвания, доколкото това е оправдано от нетърговска цел;
- извличане и/или повторното използване за целите на обществената сигурност или на административни или съдебни процедури.

Правата върху базите данни имат срок от петнадесет години, считано от: :Член 10
- „завършването“ на базата данни, т.е. моментът, в който е изпълнен критерият за значителна инвестиция, или
- датата, на която базата данни е предоставена на обществеността, в зависимост от това коя от двете дати е по-късна.

Срокът на защита продължава до 31 декември на годината, в която изтича. Ако има „съществена промяна“ в базата данни, която би била квалифицирана като „съществена нова инвестиция“, за получената база данни се предоставя нов период на защита.

## Ограничения
Временното копиране, което е свързано с излъчването на дадено произведение или с неговото законно използване, не е предмет на изключителното право на възпроизвеждане. :Член 5(1)
Държавите членки могат да въведат други ограничения от списъка в член 5 от Директивата за информационното общество или да запазят ограниченията, които вече са била в сила към 22 юни 2001 г.
Разрешените ограничения са: :Член 5(3)(o)
- чл. 5.2(а) възпроизвеждане на хартия чрез фотокопиране или подобни методи, с изключение на ноти, ако има компенсация за притежателите на права;
- чл. 5.2(б) възпроизвеждания, направени за частна и нетърговска употреба, ако има компенсация за носителите на права;
- чл. 5.2(в) възпроизвеждане от обществени библиотеки, образователни институции или архиви за нетърговска употреба;
- чл. 5.2(г) запазване на записи на предавания в официални архиви;
- чл. 5.2(д) възпроизвеждане на предавания от социални институции с нетърговска цел, като болници и затвори, ако има компенсация за носители на правата;
- чл. 5.3(а) използване за илюстрация за целите на преподаването или научните изследвания, доколкото това е оправдано от нетърговската цел;
- чл. 5.3(б) използване, пряко свързано с увреждане, до степен, оправдана от увреждането;
- чл. 5.3(в) прегледи в пресата и новинарски репортажи;
- чл. 5.3(г) цитати за целите на критиката или рецензията;
- чл. 5.3(д) използване на целите на обществената сигурност или в административни, парламентарни или съдебни производства;
- чл. 5.3(е) използване на политически речи и откъси от публични лекции, доколкото това е оправдано от обществена информация;
- чл. 5.3(ж) използване по време на религиозни или официални тържества;
- чл. 5.3(з) използване на произведения, като архитектура или скулптура, които са разположени постоянно в обществени места;
- чл. 5.3(и) случайно включване в друго произведение;
- чл. 5.3(й) използване за реклама на публична изложба или продажба на произведения на изкуството;
- чл. 5.3(к) карикатура, пародия или пастиш;
- чл. 5.3(л) използване във връзка с демонстрация или ремонт на оборудване;
- чл. 5.3(м) използване на защитено произведение (напр. планове) за реконструкция на сграда;
- чл. 5.3(н) публично съобщаване на произведения в рамките на помещенията на обществените библиотеки, образователните институции, музея и архиви.

След 22 юни 2001 г. не могат да влязат в сила нови ограничения, с изключение на тези в разширените ограничения, посочени в Директивата на информационното общество. Ограниченията могат да бъдат прилагани само в съответствие с Бернския тристъпков тест, който изисква изключенията да бъдат „определени специални случаи, които не противоречат на нормалното използване на произведението или друг обект и не накърняват необосновано законните интереси на носителя на права.“ :Член 5(5) Въпреки това по време на изготвянето на проектодоговора на СОИС за Авторско право и за Договорите на изпълненията и звукозаписите, че тази формулировка „нито намаляване, нито разширява обхвата на приложимост на ограниченията и изключенията, разрешени от Бернската конвенция.“
Този изричен списък с изключения контрастира с доктрината за Честна употреба, използвана от Съединените американски щати, а Европейският съюз обикновено е твърдо против разглеждането на рамки приличащи на Честна употреба. Използването на кратки откъси от новинарски статии в сайтове за агрегиране като Гугъл Новини, обхванати от принципа на Честна употреба в Съединените щати, са били предмет на спор между Гугъл и Европейското правителство, след приемането на допълнителни авторски права за издателите на преса в Германия и Директивата на авторското право в цифровия единичен пазар в целия ЕС.

## Правоприлагане
Директивата за правоприлагане обхваща средствата за правна защита, с които разполагат гражданските съдилища, и хармонизира правилата относно процесуална легитимация, доказателства, обезпечителни мерки, запор и възбрана, обезщетение за вреди и съдебни разноски и публикуване на съдебни решения. Германия признава т.нар. GEMA Vermutung, според която тежестта на доказване при съдебно дело за нарушение се носи от предполагаемия нарушител.

### Съдебна практика
По исторически причини законите за авторското право се различават значително в отделните държави членки, като разликата е особено голяма в юрисдикциите на държави с континентална правна система и англосаксонска правна система. Промените на законодателството в областта на авторското право са свързани и с протестите срещу Световната търговска организация и глобализацията като цяло.
Първите решения на Съда на Европейския съюз, отнасящи се до авторското право, са взети въз основите на разпоредбата за недискриминация според член 6 от Договора за функциониране на ЕС и съгласно разпоредбите на член 36, който допуска ограничения на търговията между държавите членки, ако това е оправдано от защитата на индустриалната и търговска собственост (включително авторското право).
Прилагането на директивите в областта на авторското право е доста по-противоречиво, отколкото по много други теми, както може да се види от шест съдебни дела, заведени от ЕК срещу различни държави за нетранспониране на Директивата за информационното общество.

## Организации за колективно управление на правата
Организациите за колективно управление на авторски права в Европейския съюз (ОКУП) обикновено притежават монопол в съответните си национални пазари. Някои държави създават ОКУП със закон, докато други признават ефективни ОКУП чрез нормативни актове. Например в Австрия Дружеството на авторите, композиторите, и издателите (Gesellschaft der Autoren, Komponisten und Musikverleger, AKM) имат законоустановена ОКУП. Германското право признава GEMA за ефективна ОКУП и следователно тежестта на доказване е върху обвиняемия нарушител, че не се управлява на GEMA.